# Sara Edberg
Sara Edberg, född Sara Maria Bodin 30 september 1979 i Ekerö, är en svensk skådespelare.

## Filmografi
- 2007 – Signaler
- 2007 – Leo

### Fotnoter
1. ↑  ”Sara Edberg”. http://www.sfi.se/sv/svensk-filmdatabas/Item/?type=PERSON&itemid=351785&ref=%2ftemplates%2fSwedishFilmSearchResult.aspx%3fid%3d1225%26epslanguage%3dsv%26searchword%3dSara+Edberg%26type%3dPerson%26match%3dBegin%26page%3d1%26prom%3dFalse. Läst 23 februari 2013.